# Ульяна (жена Ивана Калиты)

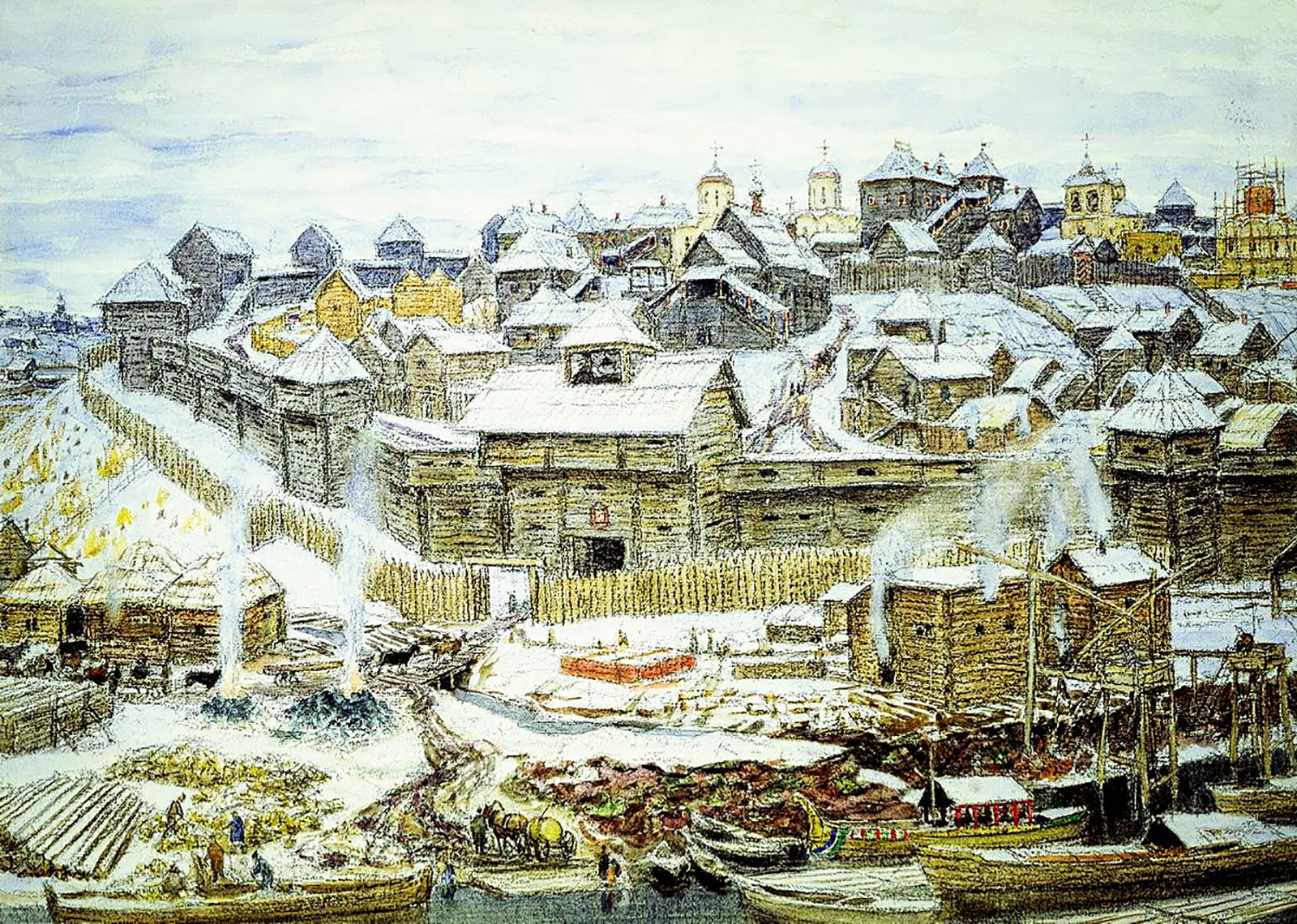
А. Васнецов. Кремль при Иване Калите.

Ульяна († середина 1360-х годов или 1374)— великая княгиня Московская, вторая жена князя Московского и Великого князя Владимирского Ивана I Калиты.

## Биография
Происхождение Ульяны — неизвестно. После смерти в марте 1331 года первой жены великой княгини, инокини Елены, князь Иван I Калита через год, в 1332 году, женился ещё раз, на Ульяне. Рогожский летописец под 1332 годом сообщает: «Того же лета в другое оженися князь великий Иван Данилович».
Брак этот длился до смерти князя Калиты в марте 1340 года. Предчувствуя смерть, Иван I в феврале 1340 года составил духовную грамоту, по которой разделил Московское княжество между своими тремя сыновьями и второй супругой Ульяной с «меньшими детьми», перечислив города, сёла и слободы, а также золото первой жены Елены:

«А се даю княгини своей с меншими детьми…»
Княгиня Ульяна после смерти супруга жила ещё около 20 лет.
Княгиня-вдова Ульяна владела уделом, в который входили 14 волостей на востоке и севере Московского княжества. Ей принадлежало более десяти сёл в Подмосковье. В пользу княгини проводился сбор московского торгового налога. Все эти владения и налоги княгиня получила по завещанию своего мужа Ивана Калиты. Доставшиеся ей города, волости и веси (в частности, Сурожик, Бели, Лучинское, Мушкова гора, Ижва, Раменка, слободка княжа Иванова, Воря, Корзенево, Рогож или Ротож, Загарье, Вохна, Селна, Гуслица, Шерна-городок, Луцинское на Яузе с мельницею, Деунинское) сумела сохранить в своих руках до смерти. Хотя старшие сыновья Калиты и Елены и их внуки, ставшие впоследствии великими князьями, были её пасынками, до своей кончины Ульяна оставалась старшей княгиней и пользовалась у них почётом и уважением и даже пережила многих из них.
Удел, составлявший собственность Ульяны и детей Ивана Калиты без своего удела, постоянно делился из-за смерти детей, а после её смерти был окончательно поделен между двумя внуками Ивана Калиты — Дмитрием Ивановичем Донским и князем серпуховским Владимиром Андреевичем.

## Дети
В браке с Иваном I Калитой Ульяна родила дочь Марию.
Историк XIX в. А. В. Экземплярский, первый биограф Калиты, считал, что «от второго брака он (Иван Калита) имел неизвестную нам по имени дочь, которая родилась уже по смерти его, ибо в его духовной грамоте она не упоминается».